# Fiadrindalândia

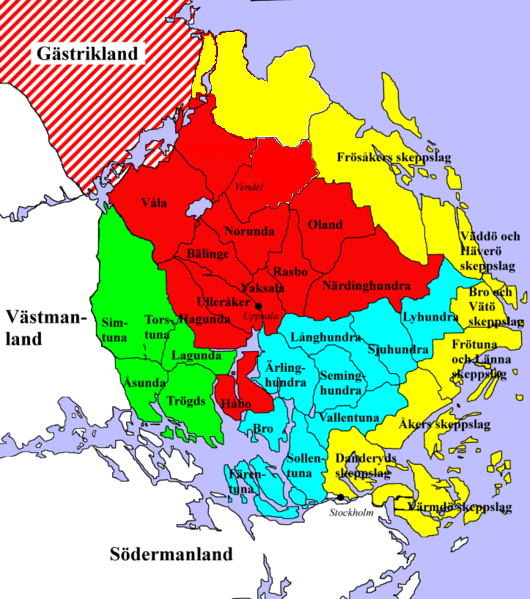
A Uplândia era formada por 3 "províncias históricas antigas" (folclândia):
Tiundalândia
Fiadrindalândia
Atundalândia

Fiadrindalândia (em latim: Fiadrindalandia; em sueco: Fjärdhundraland; lit. "terra dos quatro hundredos") era uma das 3 folclândias (províncias históricas antigas) que formavam a Uplândia, compreendendo sua porção centro-norte. Seu nome se refere a seu papel de fornecer 400 homens e 16 navios à expedição dos reis suecos de Upsália.

## História
A Fiadrindalândia era uma das três folclândias ("províncias históricas antigas") que formavam a Uplândia. É citada pela primeira vez em cerca de 1120, num documento de Florença. De acordo com o historiador islandês do século XIII Esnorro Esturleu, a Suídia (terra original dos suíones e núcleo do Reino da Suécia) era formada por Sudermânia, Vestmânia, Fiadrindalândia, Tiundalândia, Sialândia e Atundalândia, enquanto a Suécia ainda englobava a Gotalândia Ocidental, Gotalândia Oriental, Varmlândia e as "marclândias".
A Lei da Sudermânia, escrita entre 1279 e 1285 e revisada em 1325, afirma que Tiundalândia, Atundalândia e Fiadrindalândia deviam primeiro "levar" o rei, com conselho de toda a Suécia no ting de Mora. Mora estava na fronteira entre Atundalândia e Tiundalândia e era alcançado a curta viagem de Fiadrindalândia ou Upsália, o que deve tê-la tornado adequada como local de coroação dos reis antes do século XIV.